# Trattato di Methuen

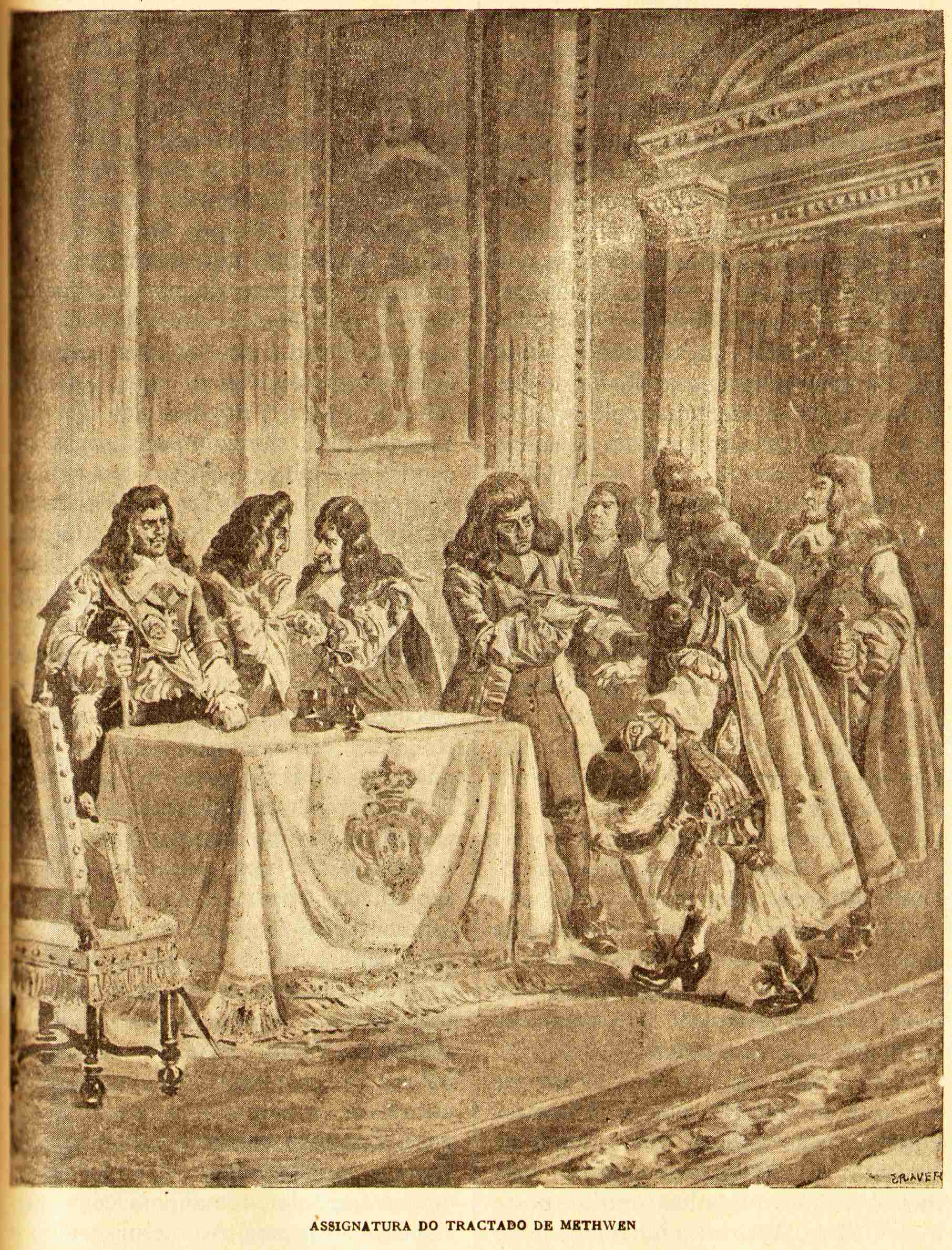
Firma del Trattato di Methuen in un disegno di Alfredo Roque Gameiro tratto dal libro História de Portugal, Popular e Ilustrada

Il trattato di Methuen (dal nome del diplomatico inglese John Methuen) fu un trattato stipulato il 27 dicembre 1703 tra Inghilterra e Portogallo.
Esso prevedeva l'ingresso del Portogallo nella coalizione antiborbonica nella Guerra di successione spagnola e privilegi per l'importazione in Portogallo dei tessuti inglesi e dei vini portoghesi in Inghilterra.
Il trattato ebbe dei riflessi negativi notevoli per l'economia portoghese dato che, di fatto, scoraggiò lo sviluppo delle infrastrutture industriali a vantaggio dell'importazione di prodotti inglesi. Grazie a questo trattato, comunque, il Portogallo poté mantenere una posizione politica di rilievo che contribuì a mantenere l'integrità territoriale sua e della sua più importante colonia: il Brasile.